# Plátano verde

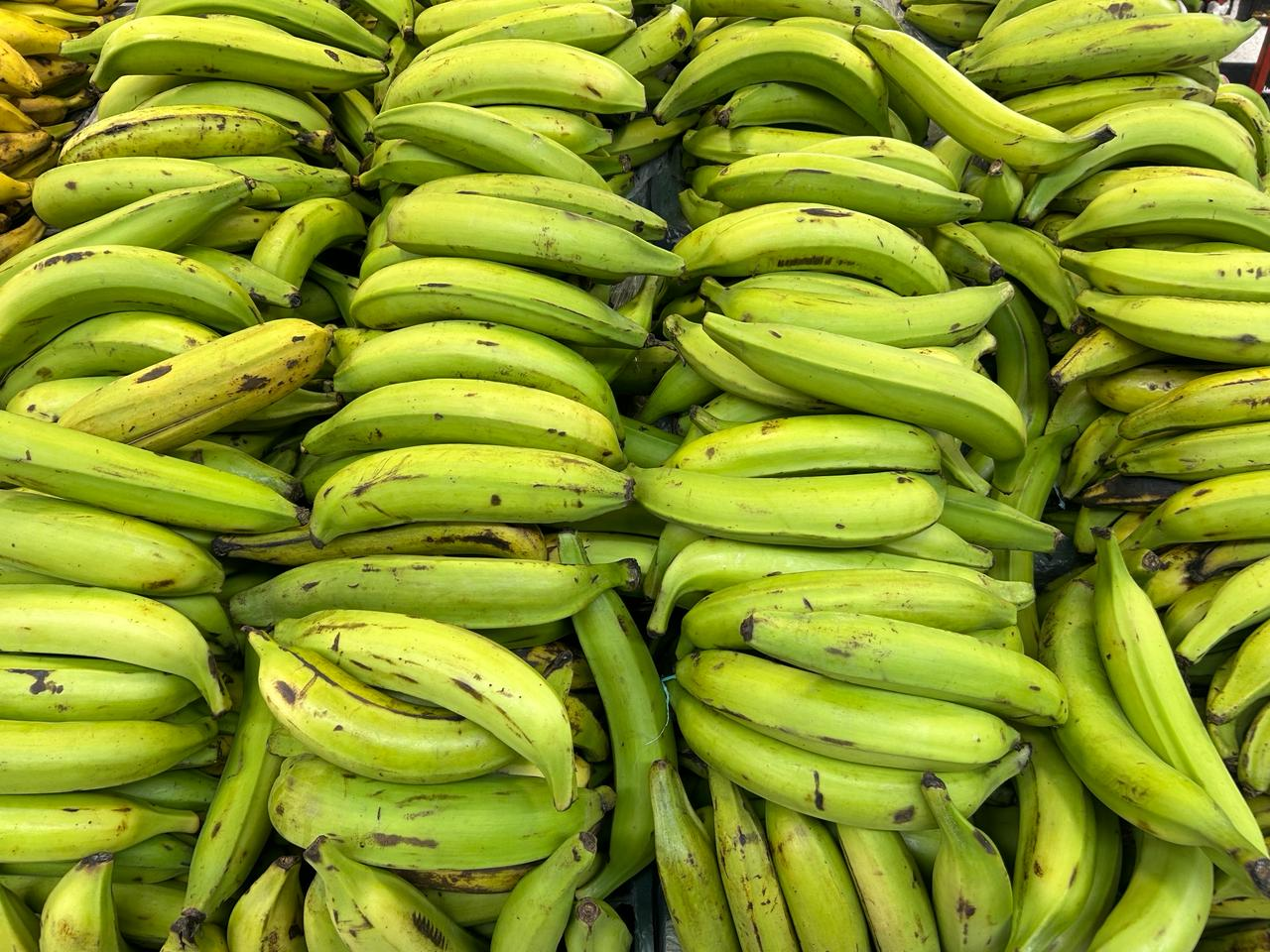
Plátanos verdes

El plátano verde es el fruto inmaduro de la musa balbisiana, utilizado ampliamente en gastronomía. Generalmente tiene más almidón que azúcar.Los plátanos verdes se consumen cocidos o fritos. Según la región o país se conocen como plátanos, verdes o plátanos verdes.
Los plátano verdes son un alimento básico muy importante en África occidental y central, las islas del Caribe, América Central y el norte de América del Sur.
Los plátanos verdes son una fruta rica en almidón, fibra, potasio, vitamina C y beta-caroteno, además de otras vitaminas como la B6 y minerales como el hierro, su consumo favorece el control de la glucosa, colesterol y triglicéridos en la sangre. Tienen un sabor relativamente neutro y una textura suave cuando se cocinan. Normalmente, se preparan fritos, hervidos o procesados en harina o masa.

## Descripción
Los plátanos de cocinar contienen mucho más almidón y menos azúcar que los plátanos de postre. Esa es la razón por lo que generalmente se cocinan o se procesan antes de comerlos. Generalmente, los plátanos se hierven o se fríen cuando se comen verdes. Cuando se procesan se pueden convertir en harina, donde más adelante pueden procesarse en forma de diferentes productos horneados, como pasteles, pan y panqueques. Los plátanos verdes también se pueden hervir y hacer puré y luego usarse como espesantes para sopas. La pulpa del plátano verde suele ser dura, con la cáscara a menudo tan rígida que debe cortarse con un cuchillo para quitarla. Esta es una de las diferencias primordiales entre los plátanos comunes y los de cocinar, la cáscara tiene rigidez bastante distinta.
En general, los plátanos se constituyen como un alimento básico en las regiones tropicales, ubicándose como el décimo alimento básico más importante del mundo. De esta forma los plátanos de cocinar se tratan de la misma manera que las papas, ya que tienen un sabor y textura neutros similares cuando la fruta verde se cocina al vapor, hervida o frita.
Los plátanos son un alimento básico confiable dado que se puede cultivar y cosechar durante todo el año; especialmente en países en desarrollo con tecnologías inadecuadas de almacenamiento, conservación y transporte de alimentos. En África, los plátanos y las bananas proporcionan más del 25 por ciento de las necesidades calóricas de más de 70 millones de personas. Las plantaciones de plátano son vulnerables a la destrucción por huracanes, porque la especie que se cultiva Musa spp. no aguanta bien los vientos fuertes.
Un ejemplar de plátano de cocinar promedio proporciona alrededor de 220 kilocalorías (921,1 kJ) de energía alimentaria y es una buena fuente de potasio y fibra dietética.Ciertos autores encuentran como fuente de vitamina A y vitamina B. La savia de la cáscara de la fruta, así como de toda la planta, puede manchar la ropa y las manos, y puede ser difícil de quitar.

## Taxonomía

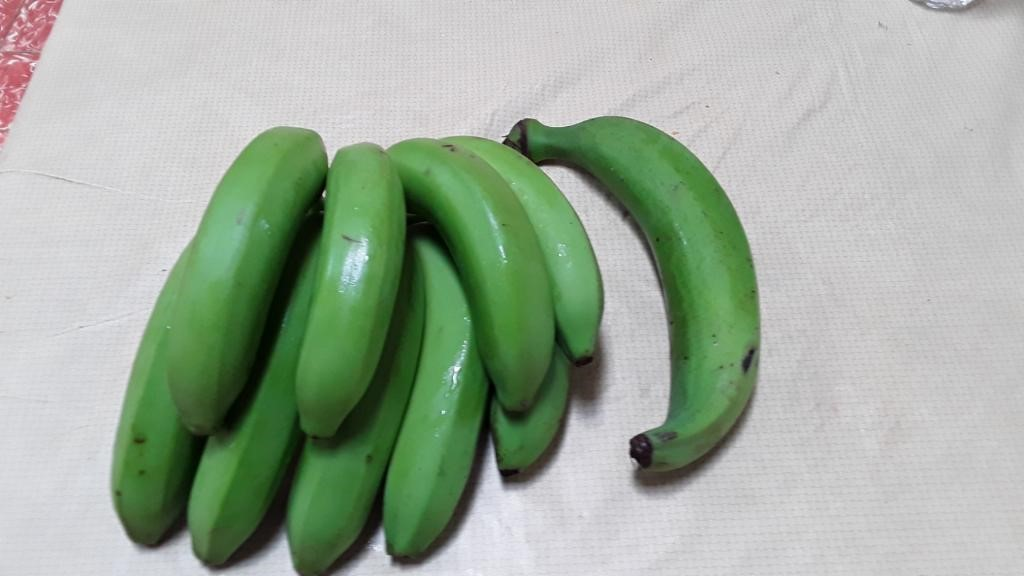
Manojo de plátanos de cocinar (guineos) a la izquierda y un plátano suelto a la derecha de Morovis - Puerto Rico

Linnaeus originalmente clasifica a los bananos en dos diferentes especies, basándose en sus usos como alimento. La Musa paradisiaca para plátanos y la Musa sapientum para bananos. Los dos son híbridos conocidos entre Musa acuminata (genoma A) y la Musa balbisiana (genoma B).
El nombre publicado anteriormente, Musa × paradisiaca, se usa como nombre científico para híbridos de todo tipo derivados. La mayoría de los plátanos modernos son triploides estériles y pertenecen al Grupo AAB. A este grupo se lo conoce como al "grupo del plátano". Económicamente hablando, otros grupos de bananos de cocinar incluyen los bananos de las tierras altas de África Oriental (subgrupo Mutika/Lujugira) del Grupo AAA y los plátanos del Pacífico (incluidos los subgrupos Popoulo, Maoli e Iholena), también del Grupo AAB.

## La producción de plátano en Costa Rica: un estudio de caso[17]
El plátano es un cultivo de gran importancia en Costa Rica, especialmente en la región Caribe, donde se localizan 3 354 fincas dedicadas a su producción. Sin embargo, muchas de estas fincas presentan baja productividad y escasa adopción de tecnología. En la provincia de Limón, el 55,8 % de las fincas pequeñas cultivan plátano, aunque existen pocos estudios sobre las condiciones de producción y las características de quienes se dedican a esta actividad. Un estudio publicado en la revista científica Cuadernos de Investigación UNED analizó la tipología de las fincas productoras de plátano en la región Caribe de Costa Rica, clasificándolas en tres categorías según su productividad. Las fincas de tipo 1, que representan el 10 % del total, son las más eficientes en el uso de insumos, rentabilidad y productividad, alcanzando 49 toneladas métricas por hectárea al año (TM/ha/año). Estas fincas, con un área promedio de 0,8 hectáreas, utilizan densidades de siembra superiores a 2 000 plantas por hectárea, emplean cormos de entre 500 y 800 gramos, aplican sulfato de amonio, apuntalan las plantas, embolsan los racimos y renuevan sus cultivos cada uno o dos años. Además, los responsables del cultivo en estas fincas suelen ser personas menores de 50 años. Por otro lado, el 66 % de las fincas productoras corresponden al tipo 3, caracterizadas por una productividad menor, con un promedio de 18 TM/ha/año. El estudio también evidenció que las fincas más pequeñas, con menos de una hectárea, tienden a ser más eficientes y rentables. En la zona de Alta Talamanca, el 79 % de las fincas funcionan como sistemas agroforestales, lo que contribuye a una mayor biodiversidad. El cultivo del plátano en Costa Rica enfrenta diversos desafíos, entre ellos el manejo agronómico, el limitado acceso a controles fitosanitarios y la insuficiente capacitación de las personas agricultoras. Estos factores hacen que el sistema de producción sea especialmente vulnerable a problemas ambientales y económicos.

## Gastronomía

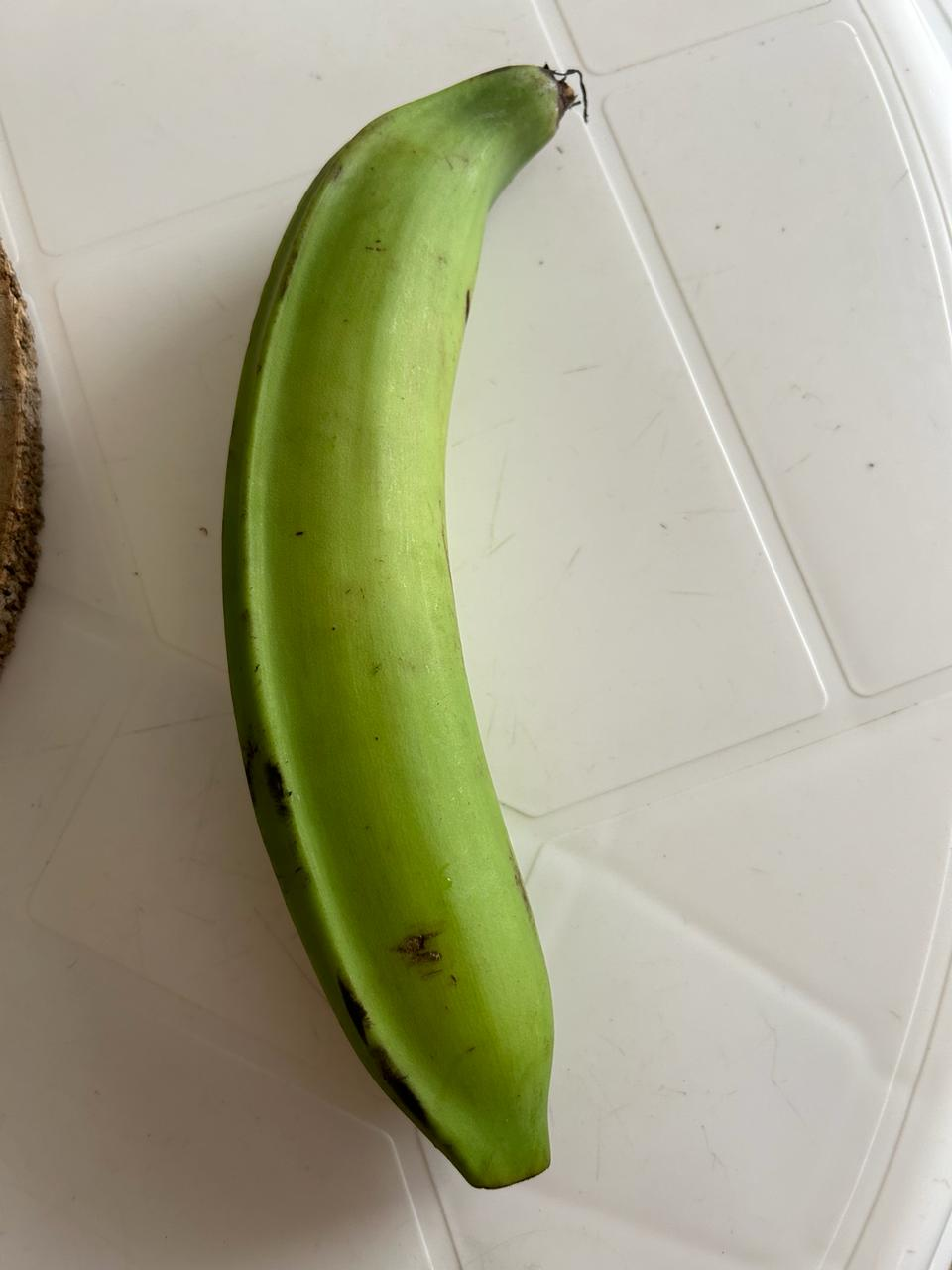
Plátano verde

Pisang goreng (traducción al español: "plátano frito" en indonesio y malayo) es un bocadillo de plátano freído en aceite de coco. El pisang goreng se puede rebozar en harina o freír. Es un bocadillo que se encuentra principalmente en Indonesia, Malasia, Singapur y Brunéi.
Ethakka appam, pazham (plátano) boli o pazham pori son términos que se usan para nombrar al plátano frito en la India, específicamente en el estado de Kerala.
Para prepararlo al plátano generalmente se lo sumerge en arroz endulzado y masa de harina blanca. Posteriormente se lo se fríe en aceite de coco o vegetal, similar al pisang goreng. En los estados del sur también se conoce a este plato típico como bajji en la India, donde normalmente se sirve como comida rápida.
En Filipinas los plátanos fritos también se sirven en un plato tradicional llamado arroz a la cubana, y con frecuencia se caracterizan como uno de sus ingredientes más icónicos.
Los plátanos de cocinar se utilizan como ingrediente principal en el plato típico aloco de Costa de Marfil. Para prepararlo los plátanos fritos se cubren con una salsa de tomate-cebolla, a menudo con un pescado a la parrilla entre los plátanos y la salsa.
Otro claro ejemplo de comida típica basada en plátano es el Boli o bole, es el término utilizado para el plátano asado en Nigeria. Para prepararlo, primero el plátano se suele asar a la parrilla y se sirve con pescado asado, maní molido y una salsa picante de aceite de palma. Este es un plato originario del pueblo yoruba del oeste de Nigeria, donde es muy popular entre la clase trabajadora como una comida económica al mediodía.

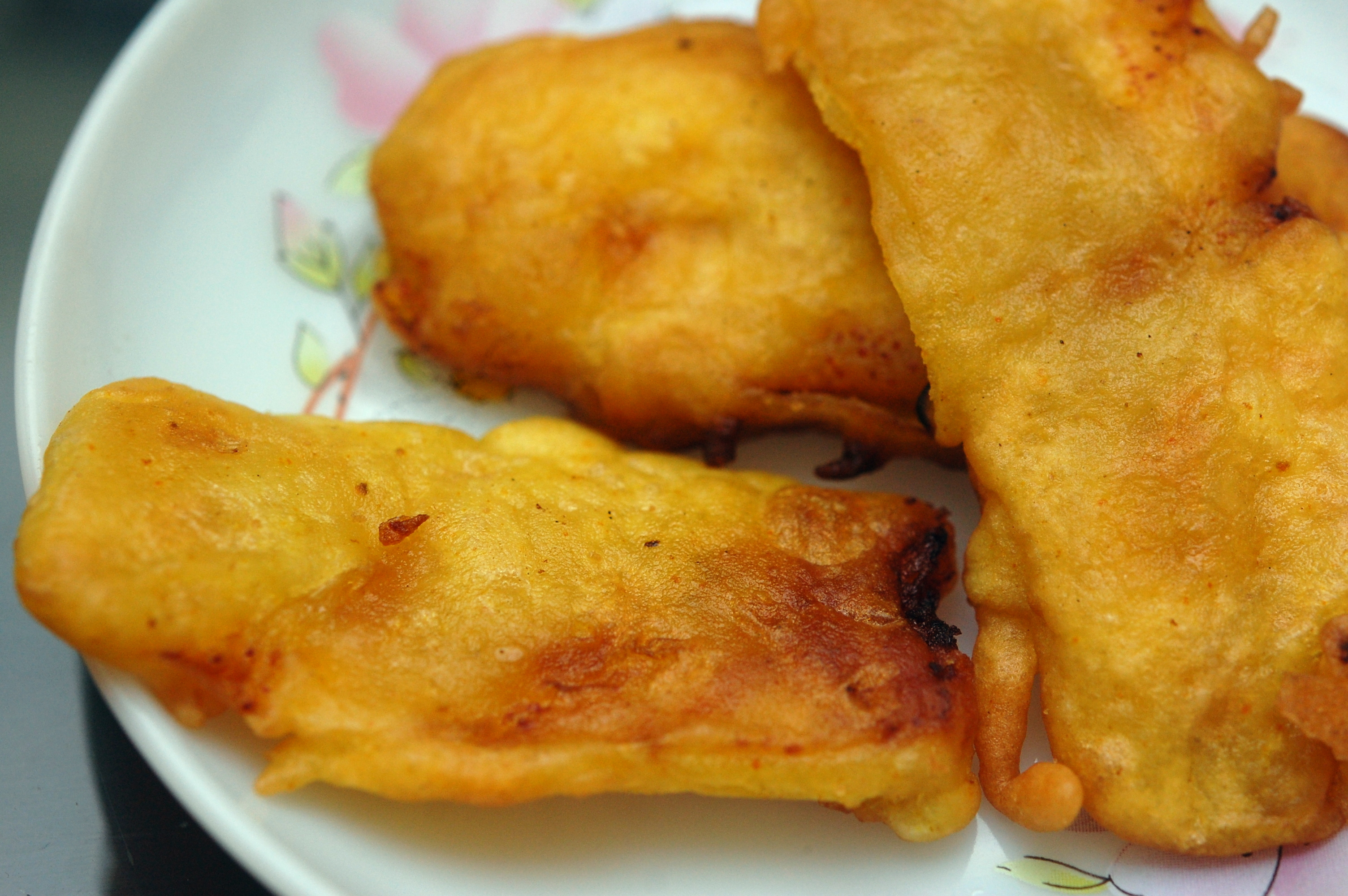
Pazham pori, un plato de plátano del sur de la India

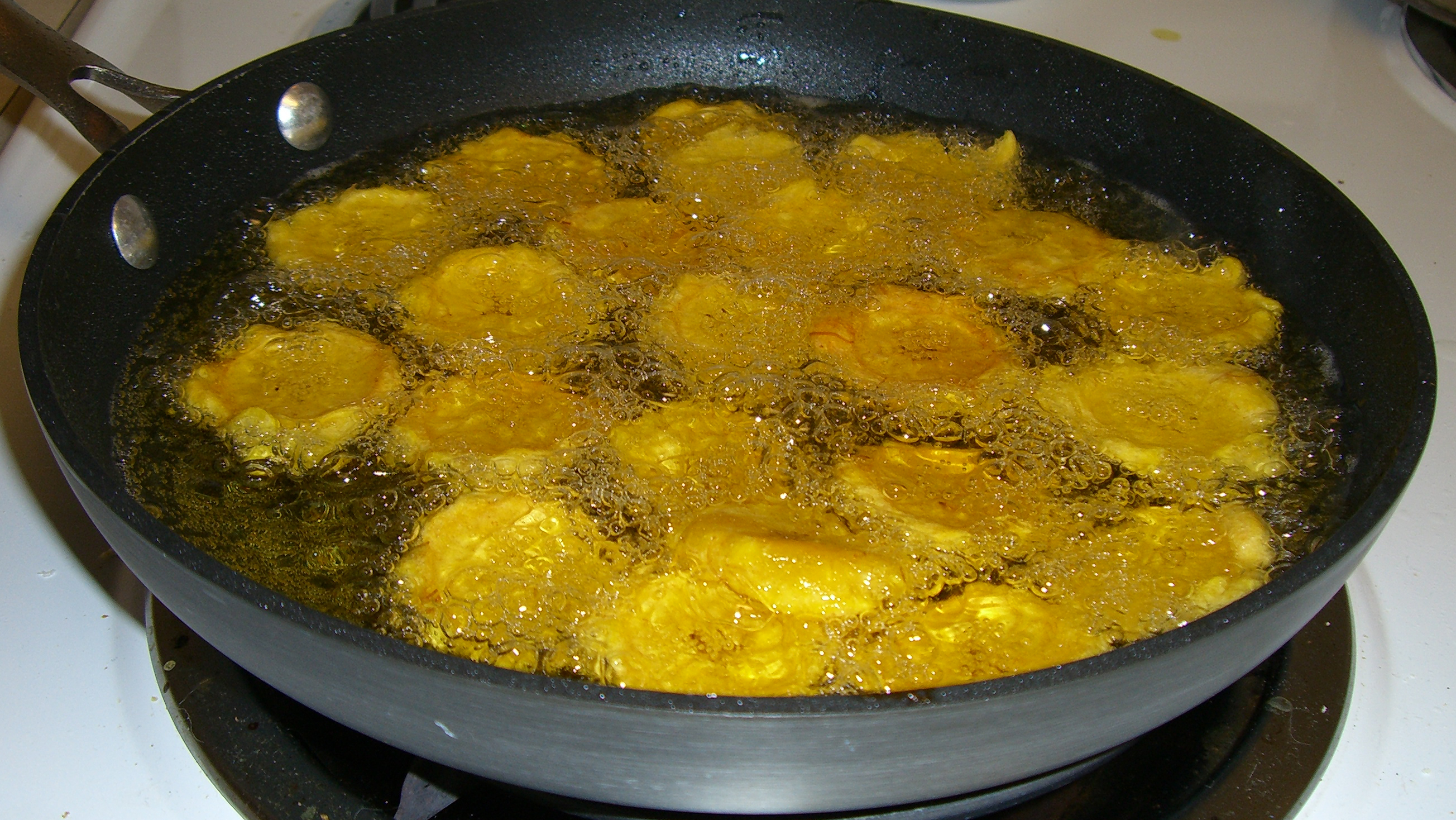
Tostones fritos por segunda vez

En el hemisferio occidental, a los discos cortados y fritos se los conoce de varias formas distintas dependiendo de la ubicación geográfica y la jerga local. Son conocidos banann peze en Haití, chicharritas, cascaritas o chatinos en Cuba, plátanos verdes fritos o fritos verdes en la República Dominicana y patacones en Colombia, Ecuador, Costa Rica, Honduras, Panamá, Perú y Venezuela).Los patacones o tostones son buñuelos de plátano fritos dos veces (la primera para ablandarlo), a menudo servidos como guarnición, aperitivo o merienda.

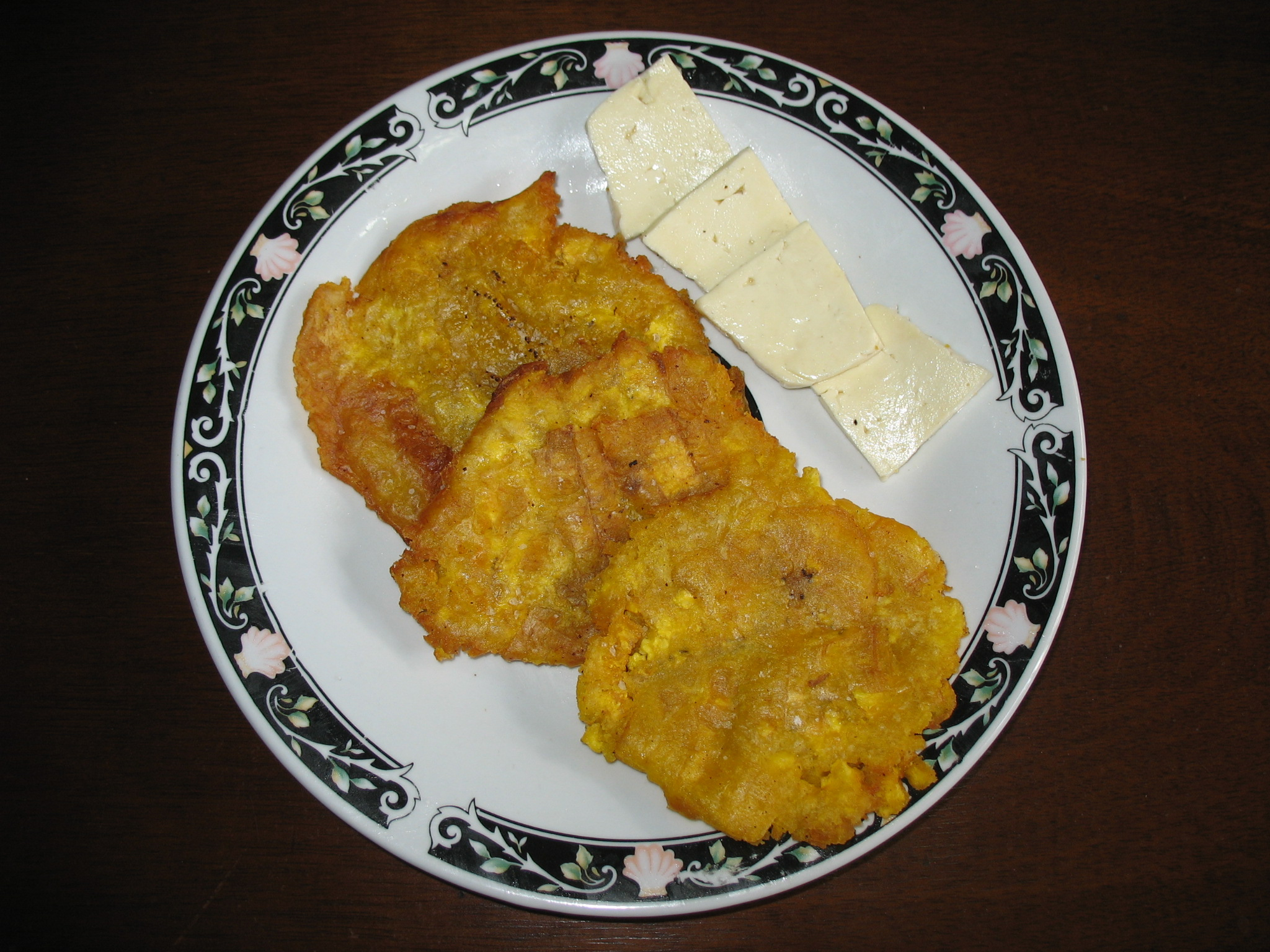
Patacones con queso, desayuno típico de la Costa Caribe de Colombia.

Si bien el nombre tostones se usa para describir este alimento cuando se prepara en casa, en algunos países de América del Sur la palabra también describe frituras de plátano que generalmente se compran en una tienda. La principal diferencia es el grosor de los discos. Cuando son delgados se denominan platanitos, y cuando son ligeramente gruesos, tostones. 
Chifles es el término utilizado en Perú y Ecuador para referirse a los platanitos, láminas de plátanos verdes fritos en rodajas de entre 1 y 2 milímetros de espesor o chips de plátano, que se comen como snack. 
En Colombia, Honduras, Venezuela se llaman tajadas las rodajas de plátano verde o maduro fritas. Son una comida habitual en comidas típicas como el pabellón criollo en Venezuela o bandeja o seco en Colombia. Estas rebanadas largas se colocan a los lados de un plato lleno y se ofrecen como "barandas" en la jerga común. Algunas variaciones incluyen agregar miel o azúcar y freír las rebanadas en mantequilla, obteniendo un caramelo dorado que las hace más dulces y con un aroma característico. En Panamá, las tajadas se comen diariamente junto al arroz blanco, carne y frijoles, y son una parte esencial de la dieta panameña, al igual que en Honduras. En Nicaragua, las tajadas son de plátano verde frito y se sirven tradicionalmente en una fritanga, con cerdo frito o carne asada, o solas sobre hojas de plátano verde, ya sea con ensalada de repollo o queso fresco o frito.
Las tajadas de plátano verde frito son un acompañamiento común de las carnes a la parrilla. 
El tacacho es un plato típico de la cocina amazónica del Perú, consistente en plátanos verdes asados y aplastados hasta formar una masa densa. Se suele servir acompañado de cecina (carne salada y ahumada) y trocitos de cerdo frito, y a veces se acompaña con yuca o arroz. El plátano se asa en una parrilla o directamente sobre la llama hasta que esté tierno, se pela y se machaca en un mortero con un mazo de madera hasta obtener una masa consistente, a la que se le puede agregar sal, manteca de cerdo y especias al gusto. El tacacho es un alimento energético y popular en la selva peruana, donde es común encontrarlo en los menús de los restaurantes y en las celebraciones populares.

### Plátano hervido
El Eto es un platillo tradicional de la gastronomía de Ghana que se prepara a base de ñame o plátano, el cual se hierve y se machaca. Por lo general, se sirve con huevos cocidos, cacahuetes (maní) y rodajas de aguacate. En la variedad de plátano, conocida como 'Boodie eto', se puede utilizar plátano inmaduro, ligeramente maduro o completamente maduro. Originalmente, el eto se ofrecía a las novias en su día de bodas, sin embargo, actualmente es una opción culinaria popular que se disfruta en cualquier ocasión.
El fufú o mogo de plátano, mangú o cabeza de gato es un platillo tradicional de varios países del Caribe como Cuba, Puerto Rico, República Dominicana y Colombia que se prepara a partir de plátanos verdes pelados y hervidos, posteriormente machacados hasta obtener una consistencia similar al puré de papas, pero ligeramente más firme. Este platillo es comúnmente consumido en el desayuno y se sirve cubierto con sofrito de tomate y cebolla, queso blanco, cebollas rojas salteadas en vinagre de sidra de manzana, y acompañado de huevos fritos, queso frito o salchicha mortadela frita, también conocida como salami dominicano. En la Costa Atlántica de Colombia se prepara una variante con guineos verdes cocidos en puré acompañados de sofrito de tomate y cebolla y queso costeño rallado, llamada cayeye. Este platillo es comúnmente servido para el desayuno y también se puede acompañar con pescado frito, camarones, cangrejo o carne de res. 
La papilla de plátano es un plato tradicional ampliamente consumido en todo el Caribe, que se prepara hirviendo plátanos para cocinar con leche, canela y nuez moscada. El resultado es una papilla espesa y cremosa que se sirve típicamente en el desayuno. Es considerada una fuente importante de energía y nutrientes, y es muy valorada por su valor nutricional en la región del Caribe. Su popularidad se extiende a otros lugares de América Latina y Asia, donde se pueden encontrar variaciones del plato con diferentes ingredientes y especias.
En Uganda, los plátanos para cocinar son conocidos como matooke o matoke, y también se refieren a un guiso de plátano ampliamente preparado en Uganda, Tanzania, Ruanda y el este del Congo. Específicamente, estos plátanos provienen de las tierras altas de África Oriental. Para preparar el guiso, los plátanos se pelan y se envuelven en hojas de la misma planta, luego se colocan en una olla (una sufuria) sobre los tallos que se han retirado de las hojas. La olla se ubica sobre un fuego de carbón y el matoke se cocina al vapor durante varias horas. En su estado crudo, el matoke es blanco y bastante resistente, pero al cocinarlo se vuelve suave y adquiere un color amarillo. Posteriormente, se tritura mientras aún está envuelto en las hojas y se sirve con una salsa hecha a base de vegetales, maní molido o alguna proteína animal, como cabra o res.
En Puerto Rico, el plato tradicional conocido como mofongo se prepara machacando plátanos fritos en un mortero junto con chicharrón o tocino, ajo, aceite de oliva y caldo. Es común agregarle carne, pescado, mariscos, verduras, especias o hierbas para personalizar su sabor. La mezcla resultante se moldea en cilindros del tamaño de dos puños y se sirve caliente, a menudo con caldo de pollo. Si se desea, también se puede rellenar el mofongo y cubrirlo con una salsa criolla que puede incluir estofado de res, pollo o mariscos. Para hacer el cráter en el centro del mofongo donde se vierte la salsa, se utiliza una cuchara de servir. Además, los plátanos verdes rallados y las yautías se utilizan comúnmente para hacer masa, un ingrediente esencial para platos como la alcapurria, que es un tipo de buñuelo salado.
El fufú de plátano de la cocina cubana se asemeja al mofongo puertorriqueño. En el fufú, después de hervidos y machacados, los plátanos se mezclan con caldo de pollo y sofrito, una salsa que se prepara con manteca de cerdo, ajo, cebolla, pimiento, salsa de tomate, un toque de vinagre y comino. A diferencia del mofongo, el fufú no se moldea en forma de bola ni se fríe, manteniendo su textura suave y cremosa.
El fufú es un plato tradicional muy antiguo que se elabora en varios países de África occidental y central, incluyendo Costa de Marfil, Ghana, Nigeria y Camerún. Para prepararlo se siguen pasos similares a los del fufú cubano, pero se machaca hasta obtener una pasta espesa y con una textura similar a la masilla, la cual se moldea en forma de bola. En algunos casos, el fufú de África occidental se hace con yuca o ñame, o se combina con plátanos para crear una variación de sabor.

### Otros platos
A pesar de que la mayoría de platos se basen en comidas saladas, por la característica almidonada del banano de cocinar, también se los usan en ciertos postres como por ejemplo:
- Ginanggang : plátanos saba a la parrilla cubiertos con margarina y azúcar.
- Maruya : buñuelos de plátano hechos con plátanos saba y rebozados.
- Minatamis na saging : plátanos saba cocidos a fuego lento en un jarabe dulce. Rara vez se come solo, sino que se usa como ingrediente en otros postres, en particular halo halo .
- Pinasugbo : plátanos en rodajas finas cubiertos con azúcar caramelizada y semillas de sésamo y fritos hasta que estén crujientes.
- Saba con hielo : un postre de hielo raspado que utiliza principalmente salvia y leche.

Otro ejemplo es cómo se cocina el majado en Ecuador: el plátano se hierve, se tritura, se revuelve y se fríe para luego acompañarlo con una taza de café y un estofado de bistek, pescado o queso rallado. Es un plato de desayuno popular en varias zonas del país. El majado de plátano verde, que se refiere a la masa cocida de los plátanos machacados, también se utiliza como base para preparar tigrillo y bolones de verde. Para preparar el tigrillo, se revuelve el majado con chicharrón, huevo, queso, cebolla de verdeo, perejil y cilantro. Para preparar bolones de verde, el majado se revuelve con queso, chicharrón o una mezcla de ambos. A la mezcla resultante se le da forma de esfera que luego se fríe. Tanto el tigrillo como los bolones se suelen servir con una taza de café.

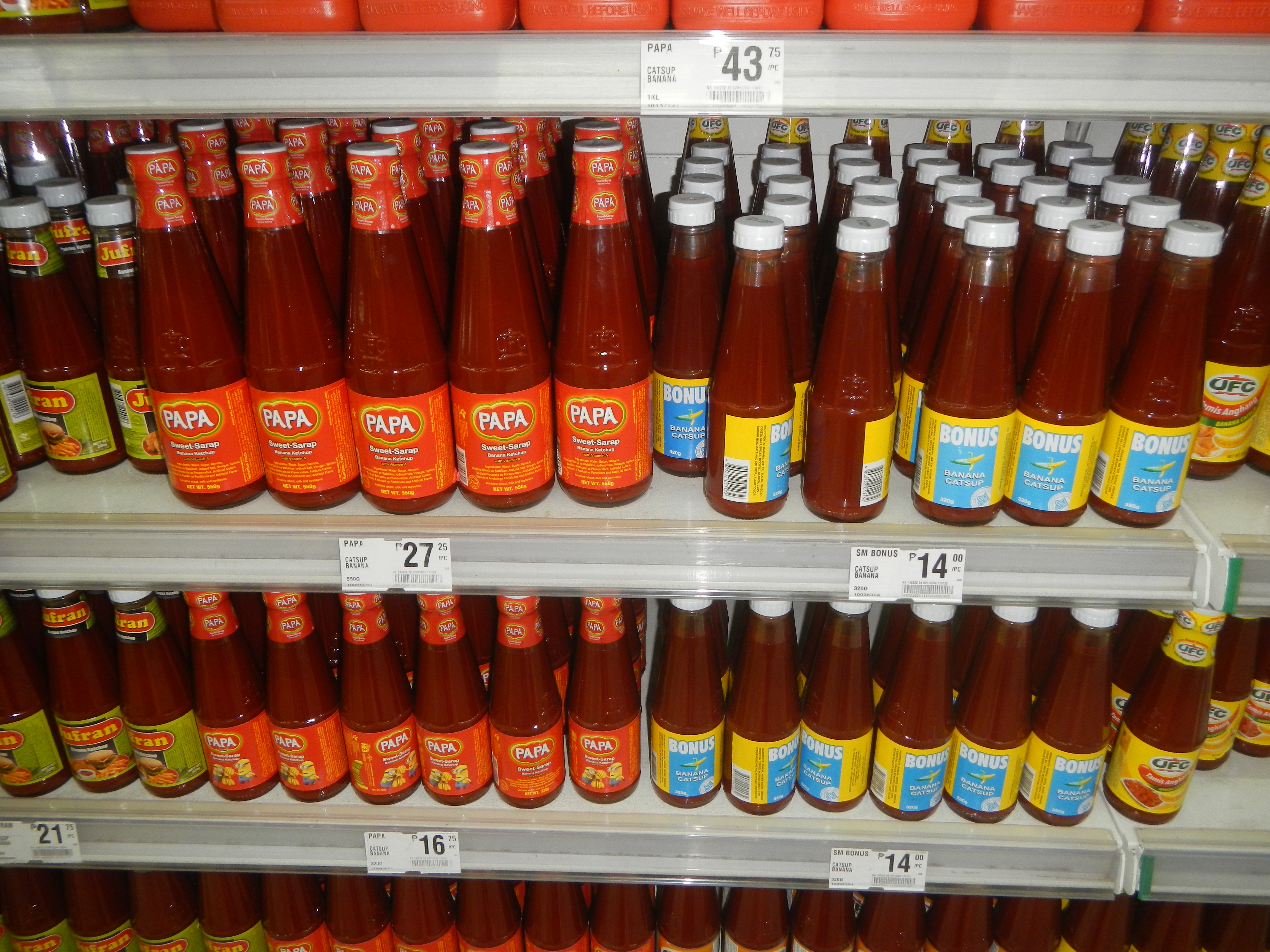
Varias marcas de salsa de tomate de plátano de Filipinas

En el sur de India, particularmente en Kerala, una forma popular de snack son las patatas fritas, fritas en aceite de coco y espolvoreadas con sal, llamadas kaya varuthathu. Estos chips son un elemento importante en sadhya, un festín vegetariano preparado durante ocasiones festivas en Kerala. En Tamil Nadu, se hace una variedad delgada de chips de plátano verde sazonados con sal, chile en polvo y asafétida. En el idioma marathi de la India occidental/central, el plátano se conoce como "rajeli kela" (lo que en sentido figurado significa "plátano tamaño king"), y a menudo se usa para hacer chips de plátano.

### Harina seca
Los plátanos también pueden secarse y molerse en harina. La harina de plátano es un alimento importante en varias regiones. 
Por ejemplo, el sur de la India, una forma usual de alimentar a los bebés menores de un año es usar polvo de semilla de hinojo, en conjunto con harina de plátano seca mezclada con agua o leche para hacer compota para bebés. En Colombia, la papilla a base de plátano verde es usual para alimentar a los bebés.

### Bebidas
Otra forma de consumir el plátano es prepararlo en forma de bebida. En Perú, los plátanos se hierven y se mezclan con agua, especias y azúcar para hacer chapo. 

### Salsa de tomate
En Filipinas se procesa de manera única los plátanos saba en ketchup de plátano. El origen de la invención fue durante la Segunda Guerra Mundial como sustituto de la salsa de tomate.

## Alergias
Las alergias al plátano se manifiestan con características típicas de la alergia alimentaria o el síndrome de la fruta de látex. Entre los síntomas se incluyen picazón e hinchazón leve de los labios, la lengua, el paladar o la garganta, erupción cutánea, molestias estomacales; o incluso pueden llegar a causar un shock anafiláctico. Entre más de 1000 proteínas identificadas en las especies de Musa se encontraban varios potenciales alérgenos proteicos previamente estudiados.